# Manawan
Cet article concerne la réserve. Pour la bande autochtone, voir Atikamekw de Manawan.
Manawan (officiellement la Communauté atikamekw de Manawan et auparavant orthographiée Manouane) est une communauté autochtone Atikamekw de Manawan ayant le statut de réserve indienne, située en Matawinie dans la région de Lanaudière au Québec. Elle est fait partie du Nitaskinan, le territoire ancestral du peuple atikamekw qui englobe pratiquement toute la Mauricie et certaines parties des régions administratives adjacentes.

## Toponymie
La réserve tire son nom de la rivière Manouane qui prend sa source à proximité.
Jusqu'en 1991, la communauté portait le nom de « Manouane », mais l'orthographe en atikamekw standardisée est « Manawan », nom qui signifie « lieu où l'on ramasse des œufs ». Le vrai nom du lieu où est situé le village de Manawan est Metapeckeka (prononcé « Métabeshkega ») qui signifie « là où sortent les marécages » ou « savane qui sort d'une baie ».

## Histoire

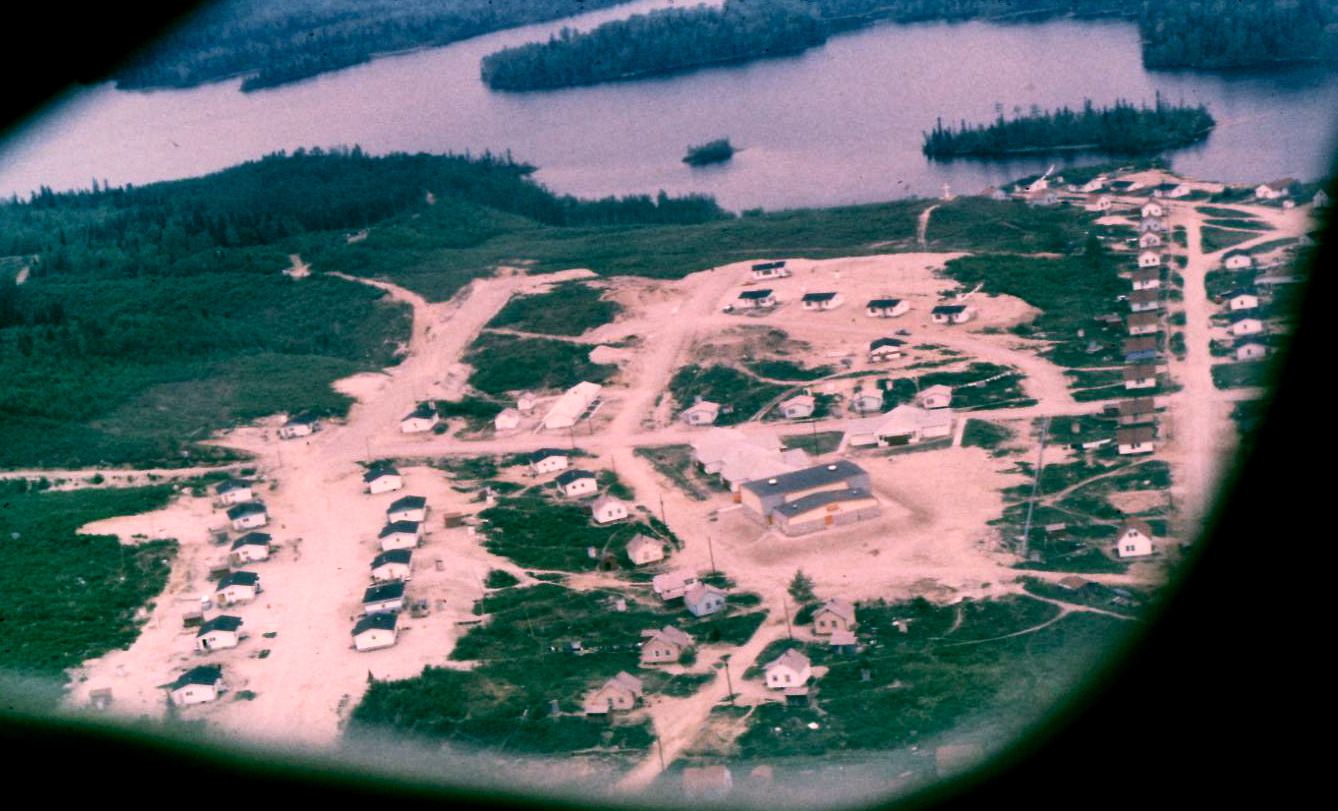
Vue aérienne du village en 1971.

Manawan est créée officiellement le 29 août 1906. Elle est le siège des Atikamekw de Manawan.
Autrefois, les Atikamekw cueillaient les œufs des oiseaux migrateurs pour leur alimentation. Le lieu exact de la cueillette est situé au lac Manawan au nord-est de la communauté actuelle. Les rives du lac Métabeskéga sont fréquentées par des familles atikamekw depuis plus de deux siècles, bien avant 1884, [réf. nécessaire]. À partir de ce lieu, elles se séparaient pour rejoindre leur territoire de chasse hivernal. En 1870, le début de l'exploitation forestière vit se sédentariser quelques familles sur ce site, nommé alors Metapeckeka. La Compagnie de la Baie d'Hudson s'installa à cet endroit en 1871. Les barrages installés sur les lacs Kempt, Manawan et Châteauvert au début des années 1900 inonda l'ancien village et un nouveau village se forma en aval.
La création d'une réserve pour les Atikamekw de Manawan fut un processus difficile. Une loi adoptée le 31 janvier 1861 permettait de mettre à part des terres n'excédant pas 93 080 hectares pour les Amérindiens. Le chef Louis Newashish effectua des demandes à répétition pour la création d'une réserve pour les Atikamekw de Manawan, mais elles étaient refusées par le gouvernement du Canada qui disait que la réserve de Maniwaki créée en 1850 étaient réservée pour eux. Les Atikamekw refusèrent d'aller y vivre, mais le gouvernement fédéral refusa tout de même d'établir une réserve en disant que la réserve de Wemotaci était aussi pour eux. Après plusieurs années de correspondance et de nombreux voyages en canot d'écorce à Ottawa ainsi que de longues négociations, le gouvernement fédéral accepte finalement la création d'une réserve.
L'arpentage des terres pour la réserve de Manawan a lieu le 25 mai 1906. Celles-ci ont une superficie de 771,32 hectares d'un seul tenant. L'arrêté en conseil 532, adopté le 29 août 1906, transfère officiellement la gestion et l'administration de ce territoire du gouvernement du Québec au gouvernement du Canada et la réserve est ainsi officiellement créée,,. À cette époque, elle compte environ 50 habitants.

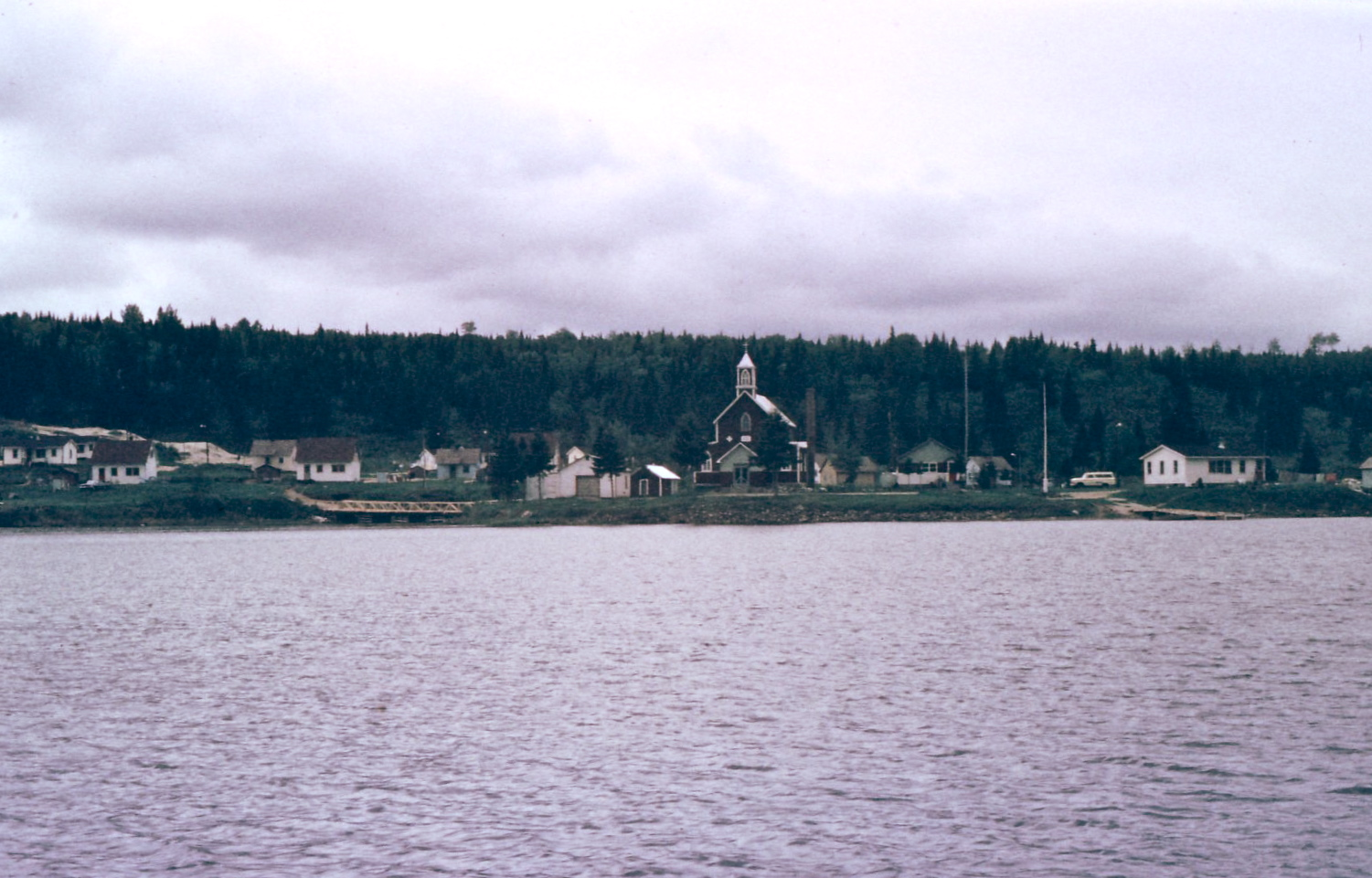
Manawan vue du lac vers 1971.

Le magasin général de la Compagnie de la Baie d'Hudson ferma vers 1941. Dans les années 1950, l'exploitation forestière et la construction de barrages augmentèrent la sédentarisation des Atikamekw au milieu du XXe siècle. Ainsi, la population de Manawan augmenta et un véritable village se constitua avec son bureau de poste. L'église catholique fut érigée en 1961. En 1973, la réserve de Manawan est reliée par une route à Saint-Michel-des-Saints et l'influence culturelle non-autochtone s'accélère. Néanmoins, l'atikamekw continue tout de même d'être la première langue parlée à Manawan.

## Géographie
La communauté autochtone de Manawan est enclavée dans le territoire non organisé de Baie-Atibenne dans Lanaudière au Québec.La réserve couvre une superficie de 7,7 km2 et est enclavée dans le territoire non organisé de Baie-Atibenne à environ 72 km au nord de Saint-Michel-des-Saints à partir d'où elle est accessible via un chemin de gravier.
La communauté est située sur la rive ouest du lac Métabeskéga, alimenté par la rivière Métabeskéga, se déversant dans le lac Obascou, tributaire du Lac Kempt.
Elle est reliée par une route à Saint-Michel-des-Saints au sud qui est le centre de services situé le plus près de la réserve.

## Démographie
Les habitants de Manawan sont principalement des Attikameks. Lors du recensement de 2021 de Statistiques Canada, Manawan avait une population de 3 159 habitants, une augmentation de 12,5 % par rapport à la population de 2006. Ainsi, avec une superficie de 7,73 km2, Manawan a une densité de population de 267,9 habitants/km2. Selon ce recensement, Manawan a un total de 407 logements privés dont 372 sont habités par des résidents habituels. L'âge médian de la population est de 19,4 ans. En 2019, la population était de 2 983 habitants.
| 1991  | 1996  | 2001  | 2006  | 2011  | 2016  | 2021  |
| ----- | ----- | ----- | ----- | ----- | ----- | ----- |
| 1 224 | 1 416 | 1 646 | 1 843 | 2 073 | 2 060 | 2 000 |

## Langues
La première langue parlée à Manawan est l'atikamekw, une langue de la famille linguistique algonquienne,. Jusqu'à maintenant, la transmission naturelle orale de la langue d'une génération à l'autre ne s'est jamais interrompue. C'est pourquoi, l'atikamekw est connu de tous les Attikameks de la communauté et constitue la langue de communication courante. Les parents d'enfants en âge scolaire peuvent faire le choix que la langue d’enseignement de leurs enfants au primaire soit l'atikamekw. Par la suite, la langue d'enseignement à l'école secondaire est pour tous le français.
Le recensement de 2011 de Statistique Canada indique que 97,6 % de la population a l'atikamekw comme langue maternelle, 2,4 % a le français et 0,2 % a l'anglais. 89,9 % de la population connait le français, 4,1 % connait l'anglais ainsi que le français et 10,1 % ne connait ni l'anglais ni le français. 94 % de la population utilise principalement l'atikamekw à la maison tandis que 5,5 % utilise principalement le français et 0,2 % l'espagnol. 44,1 % de la population n'utilise qu'une seule langue à la maison de manière régulière, mais, en plus de la langue principale, 51,8 % utilise aussi régulièrement le français, 3,9 % l'atikamekw et 0,2 % l'innu-aimun.

## Éducation

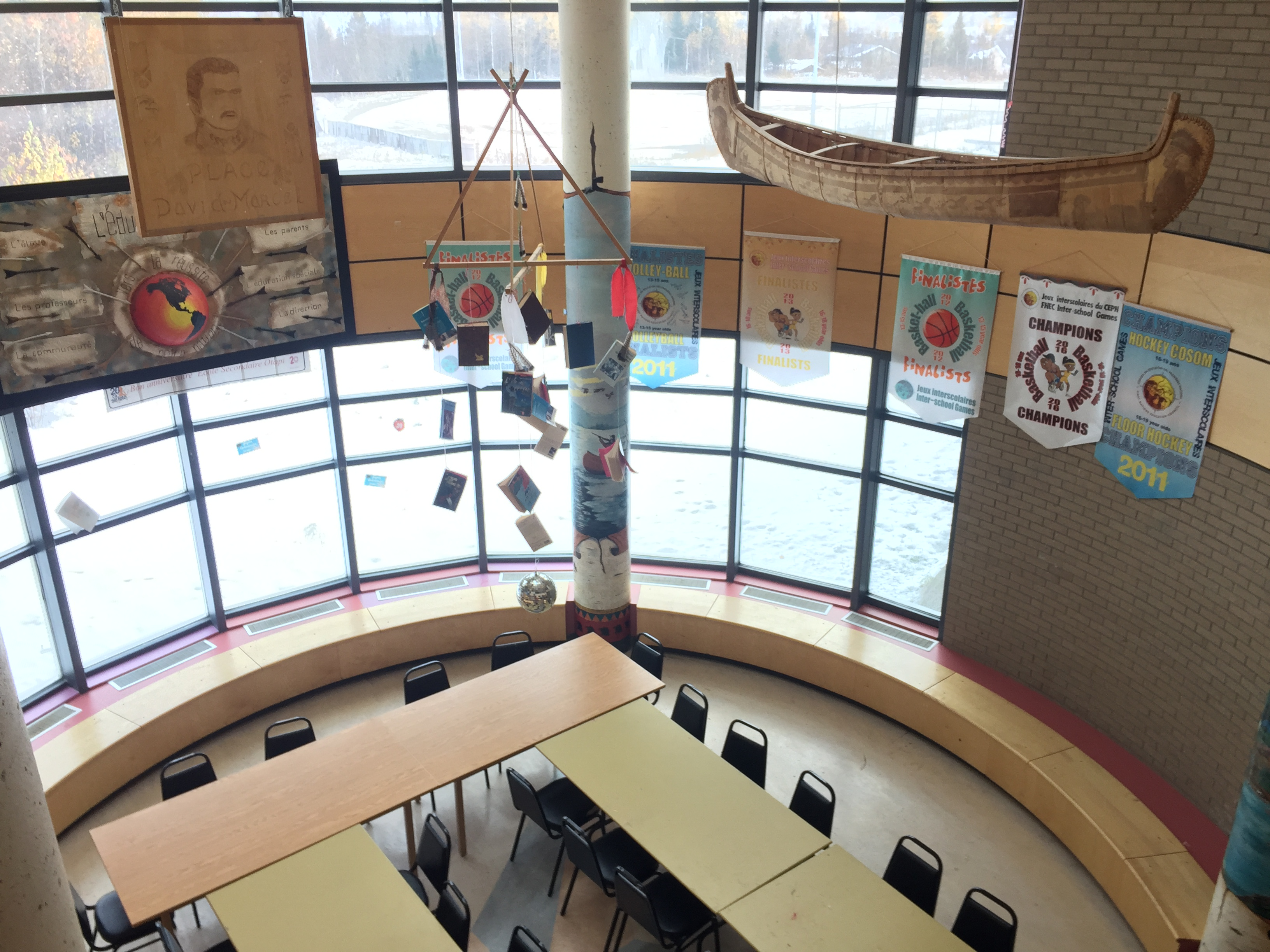
L'agora de l'école secondaire Otapi de Manawan.

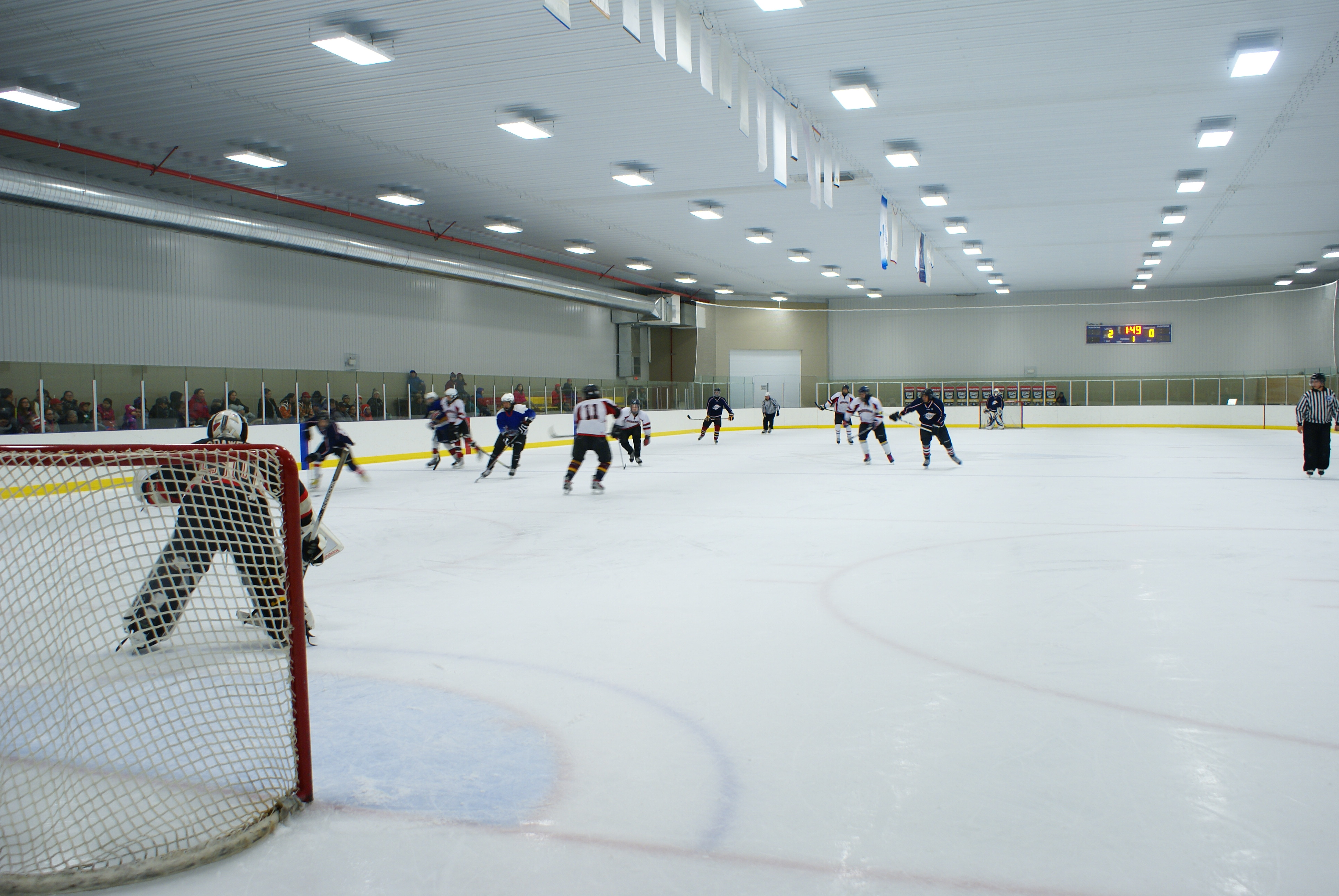
Centre sportif et culturel.

Manawan a deux établissements scolaires principaux : l'école primaire Simon P. Ottawa et l'école secondaire Otapi. Des cours de la formation aux adultes sont également offerts, au sein d'un autre établissement de la communauté.
L'école Otapi a été construite en 1996. Elle a été rénovée et agrandie en 2013. Elle reçoit environ 275 élèves du secondaire 1 à 5.

## Santé et services sociaux
Manawan comprend un dispensaire de services de santé, le Centre de santé Masko-Siwin. Il y a eu la signature d’un premier accord de transfert avec santé-Canada en 1994. Cela a permis à la communauté d’avoir des services de santé. Cet accord a pour but d’organiser et de gérer tout ce qui était dans l’entente. Cela a résulté un accroissement d’autonomie dans l’entente. En 2009, le SSMS a pu compléter un troisième accord. De plus, plusieurs programmes de santé y sont offerts tels que des programmation en santé communautaire, des modules cliniques, des services médicaux spécialisés et des projets spéciaux.
Les services sociaux pour les personnes en besoin de la communauté atikamekw de Manawan sont administrés par le Conseil de la Nation Atikamekw gérant l'ensemble des communautés atikamekw.

## Télécommunications

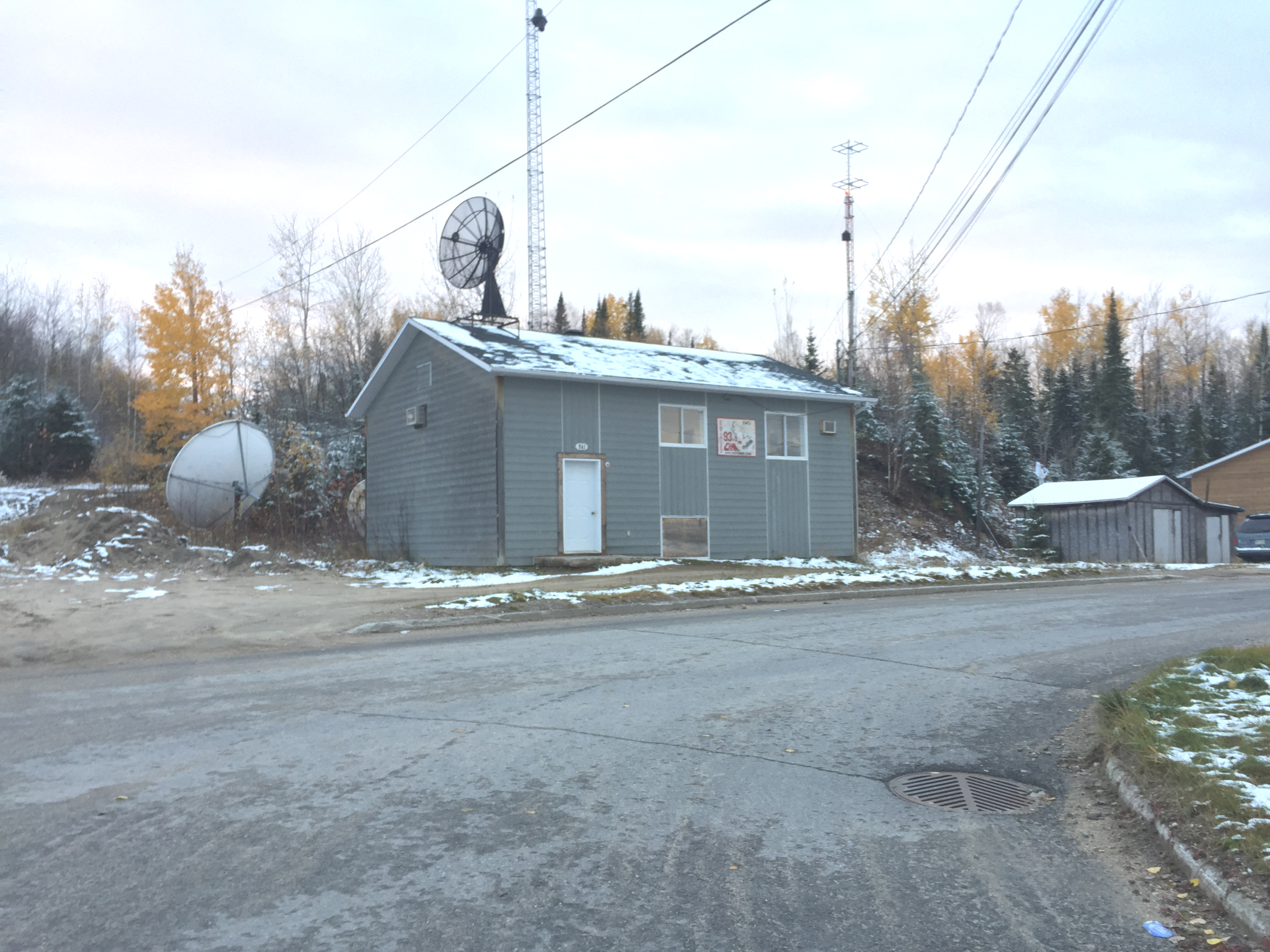
La radio communautaire de Manawan.

Le conseil des Atikamekw de Manawan a mis sur pied, depuis 1999, un plan d'infrastructure en télécommunications. Dans ce cadre, un projet de fibre optique pour Internet a été créé. À la suite d'un appel d'offres, les services de Communications Intermonde de Joliette ainsi que de ses partenaires, le Groupe Génicom pour l'ingénierie et Électro-Saguenay pour la construction du réseau, ont été retenus en 2003. Les travaux d'installation du réseau de fibre optique entre Manawan et Saint-Michel-des-Saints ont commencé en novembre 2005. Le réseau a été inauguré par Gilles Ottawa, remplacement du chef Paul-Émile Ottawa, le 28 février 2006. Ainsi, le Conseil des Atikamekw de Manawan est maintenant propriétaire de 200 km de réseau de fibre optique de Manawan à Joliette.
Manawan dispose également d'une station de radio communautaire, CHMK 93.1 FM.

## Tourisme
Depuis 2009, le Conseil de bande a créé une compagnie à but non lucratif, Tourisme Manawan, qui a pour objectif de développer un tourisme authentique et équitable mettant en valeur la riche culture atikamekw. Un site traditionnel offrant de multiples activités de plein air, avec des guides atikamekw professionnels, fut construit : Matakan localisé sur une île de l'immense lac Kempt, long de 61 km. Les voyageurs en quête d'expériences et d'échanges y vivent, sous le tipi, des séjours de mai à octobre et de janvier à mars de chaque année.

## Personnalités
- André Quitich, grand chef du Conseil de la Nation atikamekw de 2013 à 2014
- Jemmy Echaquan Dubé : comédienne et porte parole des autochtones
- Sakay Ottawa
- Black Bear